# Berni Jura
A Berni Jura (francia nyelven Jura Bernois vagy Jura bernois) az elnevezése Svájc Bern kantonjához tartozó azon területnek, ahol a lakosság főként a francia nyelvet beszéli. A terület a kanton északi részének területén három francia nyelvű körzetből tevődik össze. A Berni Jura népessége a 2004-es népszámlálás adatai szerint 51 405 lakos volt. A három körzet területén, a lakosság több, mint 90 százaléka beszéli a francia nyelvet.
A három francia nyelvű körzet a következő (az adatok a 2004-es népszámlálás alapján láthatóak):

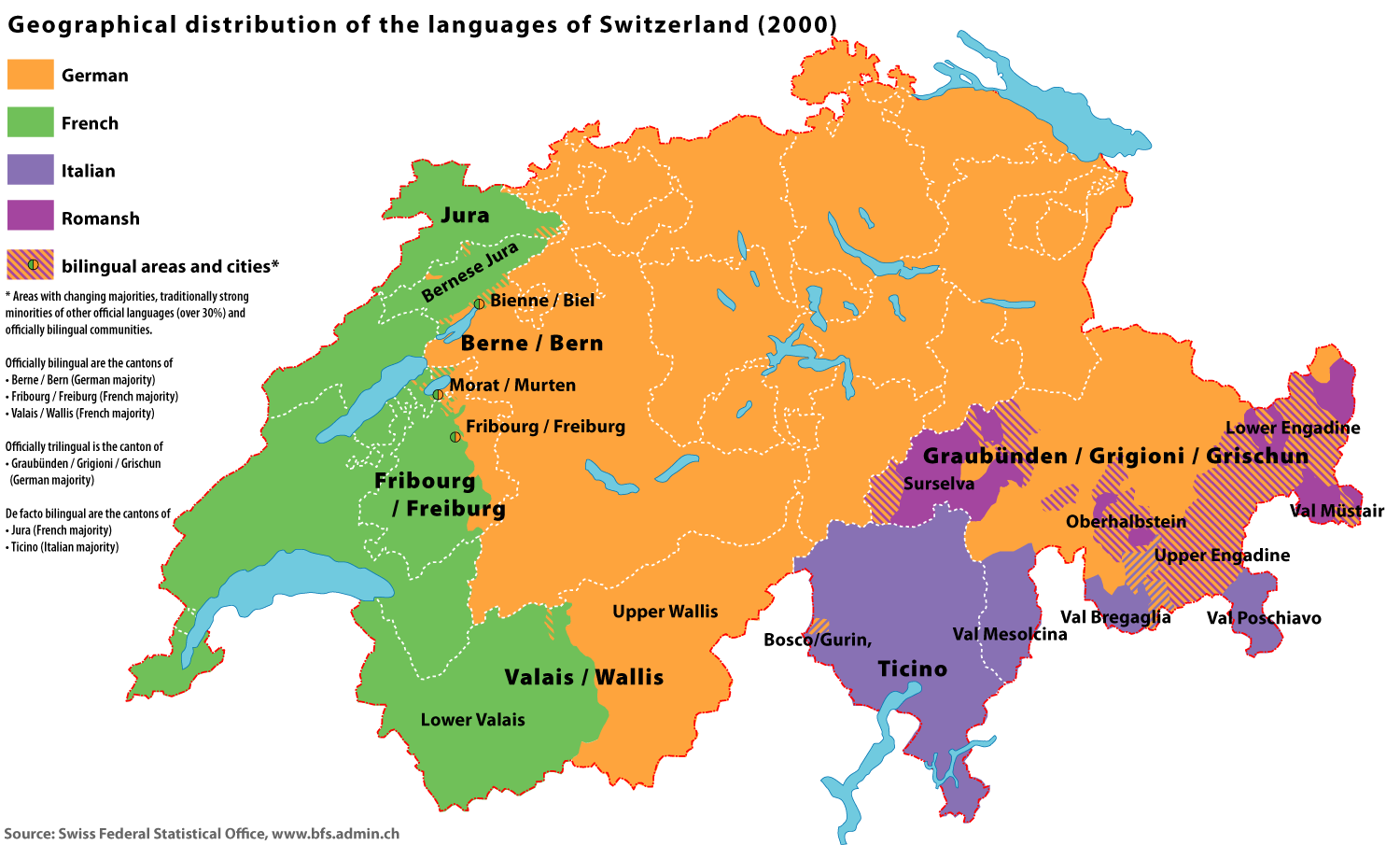
Svájc nyelvi összetétele 2000-ben. A Berni Jura az ország északnyugati részén található

- Courtelary (22 224 fő)
- La Neuveville (6 083 fő)
- Moutier (23 098 fő)

Koordinátái: é. sz. 47° 10′ 29″, k. h. 7° 18′ 21″47.174722°N 7.305833°E.

## Külső hivatkozások
- A Berni Jura turizmusa

## Fordítás
- Ez a szócikk részben vagy egészben  a   Bernese Jura című angol Wikipédia-szócikk fordításán alapul.  Az eredeti cikk szerkesztőit annak laptörténete sorolja fel. Ez a jelzés csupán a megfogalmazás eredetét és a szerzői jogokat jelzi, nem szolgál a cikkben szereplő információk forrásmegjelöléseként.